# 尹海東
尹海東（韓語：윤해동，1959年—）是一名韓國歷史學家，目前擔任漢陽大學比較歷史文化研究所教授，專攻為韓國近代史、東亞史研究。
1986年從首爾大學取得歷史學博士，曾擔任早稻田大學外部研究員、歷史問題研究所（역사문제연구소）秘書長和研究員等職位。他關心朝鮮日治時期現代性問題，並且有大量相關著作。